# Земо-Адзвиси
Земо-Адзвиси (груз. ზემო აძვისი) — село в Грузии. Находится в Хашурском муниципалитете края Шида-Картли. Высота над уровнем моря составляет 700 метров. Население — 88 человек (2014).